# Nationalpark Nördlicher Velebit
Der Nationalpark Nördlicher Velebit (kroatisch: Nacionalni park Sjeverni Velebit) wurde im Jahr 1999 zum Nationalpark erklärt und befindet sich im nördlichen Teil des Velebit-Gebirgsmassives in der Nähe der Stadt Senj an der kroatischen Adria.
Die Fläche beträgt 109 Quadratkilometer. Der Nationalpark bietet Aussichtspunkte, hohe Kletterfelsen und zahlreiche Höhlen. Im Jahr 1992 wurde dort Lukas Grotte entdeckt, die damals tiefste bekannte Höhle in Südosteuropa (1392 m). Die Region mit ihren großartigen Karstformationen ist ein lohnendes Ziel für Wanderer mit dem Fernwanderweg Premužićeva staza, Bergsteiger (Hajdučki i Rožanski kukovi), Höhlenforscher (Lukina Jama), Botaniker (Botanischer Garten am Zavižan) und Naturliebhaber allgemein.
Der Nationalpark liegt innerhalb des Biosphärenreservats „Velebit Mountain“ der UNESCO.